# إتيدوكاين
إتيدوكاين (بالإنجليزية: Etidocaine) هو دواء يُستعمل في علاج:
- ألم[6]

## دوره
يلعب هذا الدواء دورًا في علاج الأمراض كونه:
- مخدر موضعي